# بيض بندكت
بيض بِنِدكت كما يُعرف أيضًا بأسم بيض بيني، وهو طبق أمريكي تقليدي للإفطار أو للإفطار المتأخر يتكون من نصفين من المفن الإنجليزي كل منها يعلوه باكون كندي، هام أو في بعض الأحيان باكون، بيض بوشيه، وصلصة هولندية. تم تقديم الطبق لأول مرة في مدينة نيويورك. يتم تقديمها بطرق مختلفة عن الوصفة الأساسية.